# Hassan al-Turabi
Dr. Hassan ´Abd Allah al-Turabi, (الدكتور حسن عبد الله الترابي al-Duktūr Ḥassan 'Abd Allah at-Turābī – v arabštině), běžně uváděný jako Hassan al-Turabi, (1. února 1932 Kassala – 5. března 2016 Chartúm) byl súdánský vůdce opozice a prominentní sunnitský muslim, který obhajuje islámský stát a je kritický vůči západnímu sekularismu.

## Stručná biografie
Narodil se roku 1932 v Kassale v severním Súdánu. Před studiem v Chartúmu, Londýně a pařížské Sorbonně, kde získal titul PhD., obdržel tradiční islámské vzdělání. Je ženatý a má syna. Jeho švagr, Sadiq al-Mahdi, je bývalý súdánský premiér, vůdce náboženské sekty Ansar a předseda strany Umma.

## Současná politická aktivita
Hassan al-Turabi je viděn jako muž, který v Súdánu představil právo Šaría. Během asi 40letého aktivního politického života, byl Turabi vězněn nebo držen v domácím vězení při několika příležitostech. Čas, který Turabi strávil ve vězení, byl střídán s obdobími, kdy zastával vysoké politické funkce. Jeho dlouhotrvající boj o moc s jeho bývalým spojencem prezidentem Omarem al-Bashirem nevykazuje žádné známky ukončení. V roce 2008 byl zatčen pro podezření z podněcování povstání v blízkosti hlavního města, po útoku povstalecké skupiny zapojené do konfliktu v Dárfúru (JEM). Skupiny bojovníků pronikly na předměstí Chartúmu a vyprovokovaly intenzivní střety, které zabily více než 100 lidí. Vůdce skupiny JEM Khalil Ibrahim, býval jedním ze stoupenců Turabiho. Turabi také pozval do Chartúmu bin Ládina v polovině devadesátých let, když byl Chartúm hlavní operační základnou pro teroristickou síť Al-Káidy. Jeho poslední zatčení přichází poté, co vyzval Omara al-Bashira, aby se sám vzdal Mezinárodnímu trestnímu soudu, jehož hlavní prokurátor ho chce obvinit za válečné zločiny v Dárfúru. Turabi otevřeně kritizoval vládní politiku v Dárfúru, kde provládní milice přinutily více než dva milióny lidí opustit své domovy. V letech 2004–2005 strávil Turabi 16 měsíců ve vězení, během nichž držel také několik týdnů hladovku. Poté následovalo obvinění, že byl zapojen do pokusu o svrhnutí prezidenta Bashira. Toto, ale Turabi popřel.

## Politická kariéra
Turabi byl vůdce Národní islámské fronty, politického hnutí se značnou politickou mocí v Súdánu, ale s malou popularitou mezi voliči. Mezi lety 1964 a 1969 byl generálním tajemníkem Fronty Islámské Charty, politického křídla Muslimského bratrstva. Prostřednictvím této skupiny Turabi pracoval se dvěma frakcemi súdánských islámských hnutí, Ansar a Khatmiyyah, na návrhu islámské ústavy.[zdroj?] Po převratu v roce 1969, kdy se moci ujal Ja'far al-Numayri, strávil Turabi šest let ve vazbě a tři roky v exilu v Libyi. V roce 1979 byl Turabimu umožněn návrat z exilu a byl jmenován generálním prokurátorem. Mnoho Súdánců věřilo, že Turabi stál za prezidentovým zavedením určitých aspektů islámského práva šaría a nahrazením Rady ministrů prezidentskou radou. Krátce předtím, než nastal v roce 1985 státní převrat, který svrhl prezidenta Numayriho, byl Turabi souzen spolu s ostatními vůdci Muslimského bratrstva a uvězněn. Po převratu se Fronta Islámské Charty reorganizovala do Národní islámské fronty. Národní islámská fronta získala podporu mezi absolventy a tato podpora pomohla straně dosáhnout třetího místa ve volbách v roce 1988. Hassan al-Turabi byl jmenován ministrem spravedlnosti a generálním prokurátorem v květnu 1988 a ministrem zahraničních věcí v prosinci 1988. Předtím, než se Turabi vzdal všech čtyř postů, v roce 1989 také krátce působil jako místopředseda vlády.

## Působení po roce 1989
V roce 1989 Národní islámská fronta odmítla schválit mírové dohody vypracované vládou a Súdánskou lidově osvobozeneckou armádou, která obhajovala sekularismus na jihu. Ačkoli byl uvězněn s dalšími politickými osobnostmi po převratu v roce 1989, který přinesl vládu prezidentovi Bashirovi, byl Turabi brzy propuštěn a podílel se na pomoci nové vládě při vytvoření politik v souladu s islámem. Během tajné cesty do Kanady v roce 1992, byl Turabi napaden a strávil čtyři týdny v nemocnici. Po volbách v roce 1996 do nového Národního shromáždění, byl zvolen mluvčím. V roce 1999 se stal generálním tajemníkem Strany národního kongresu, která vzešla z Národní islámské fronty pod vedením prezidenta Bashira. Později vytvořil Stranu Národního Lidového Kongresu (Popular National Congress Party), která bojkotovala parlamentní volby v roce 2000.